# Otto von Lauterberg
Otto von Lauterberg († nach 1335) war ein Komtur des Deutschen Ordens im 14. Jahrhundert.

## Leben
Otto stammte aus dem Geschlecht der Scharzfeld-Lauterberg aus Niedersachsen. Er war mit dem Landmeister des Deutschen Ordens in Livland Otto von Lauterberg, der im 13. Jahrhundert lebte, verwandt. Otto kam 1303 nach Preußen und ging zunächst nach Christburg. Von 1308 bis 1316 war er Komtur von Wieldządz und von 1320 bis 1333 Komtur des Kulmerlands. Er gründete 1325 die Stadt Neumarkt und wurde ihr Komtur von 1334 bis 1335. Er nahm als Feldheer des Ordens an dem Krieg des Deutschen Ordens gegen Polen von 1327 bis 1332 teil. Wigand von Marburg gab in der Chronica nova Prutenica an, dass Otto in den entscheidenden Schlachten das Ordensheer anführte und zudem die Städte Wyszogród, Raciążek, Nakło nad Notecią, Brześć Kujawski, und Inowrocław eroberte. Den Friedensschluss von Kalisch 1343 erlebte er nicht mehr.